# Ordre de Saint-Jérôme
Ne doit pas être confondu avec Sancti hieronymi ordo ou Congrégation des pauvres ermites de Saint Jérôme.
L’ordre de Saint-Jérôme (en latin Ordo Sancti Hieronymi) est un ordre monastique de droit pontifical fondé en référence à saint Jérôme et à sainte Paule sous la règle de saint Augustin. C'est un ordre religieux lié principalement à l'Espagne et partiellement présent au Portugal.

## Histoire

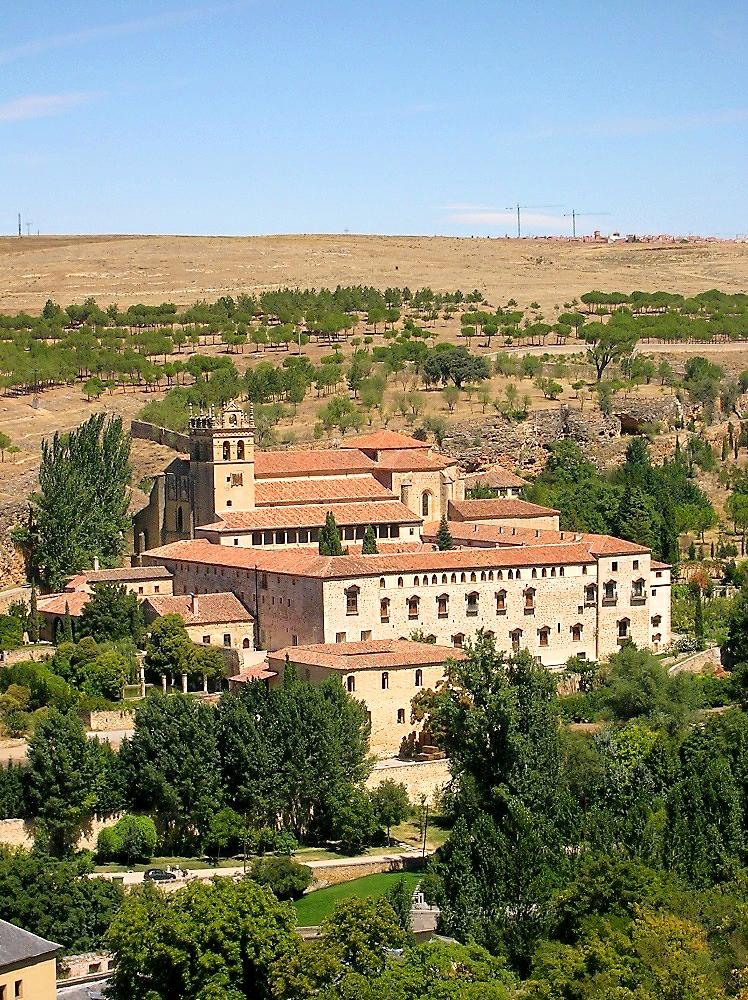
Le monastère de Sainte-Marie del Parral, près de Ségovie (Espagne).

Au XIVe siècle, sont apparus plusieurs groupes d'hommes en Espagne qui, motivés par l'exemple de la vie et de la sainteté de saint Jérôme et de sainte Paule, décidèrent d'essayer de prendre une vie de plus grande perfection chrétienne. Avec son désir de réforme, dans un âge profondément troublé et décadent, naquit l'ordre de Saint-Jérôme, et avant longtemps, tout au long de la péninsule Ibérique, ont émergé des hommes avec le désir d'embrasser la vie érémitique, cherchant à imiter l'exemple de saint Jérôme. Parmi eux se distinguent Pedro Fernandez Pecha et Fernando Yañez de Figueroa qui, après plusieurs années d’érémitisme, ont conclu qu'il est préférable s'épanouir dans une communauté cénobitique et avec l'adoption d'une règle monastique.
Le 18 octobre 1373, le pape Grégoire XI, résidant alors à Avignon, décida d'attribuer à ce groupe d'hommes, par érection canonique, le nom de Frères (ou Ermites) de Saint-Jérôme et de leur accorder la règle de saint Augustin. Depuis lors, ces hommes ont cherché à établir un monachisme régulier, qui a été atteint en 1415, avec l'union sous la forme d'un ordre religieux, alors que vingt-cinq monastères avaient déjà été établis.
L'ordre a joué un rôle dans la conquête de l'Amérique. À Saint-Domingue, c'est un triumvirat hiéronymite qui eut la charge de l'administration des Indes occidentales au début de la conquête.
En 1556, lorsqu'il abdique et se retire du monde, Charles Quint entre au monastère hiéronymite de Yuste, en Extrémadure.

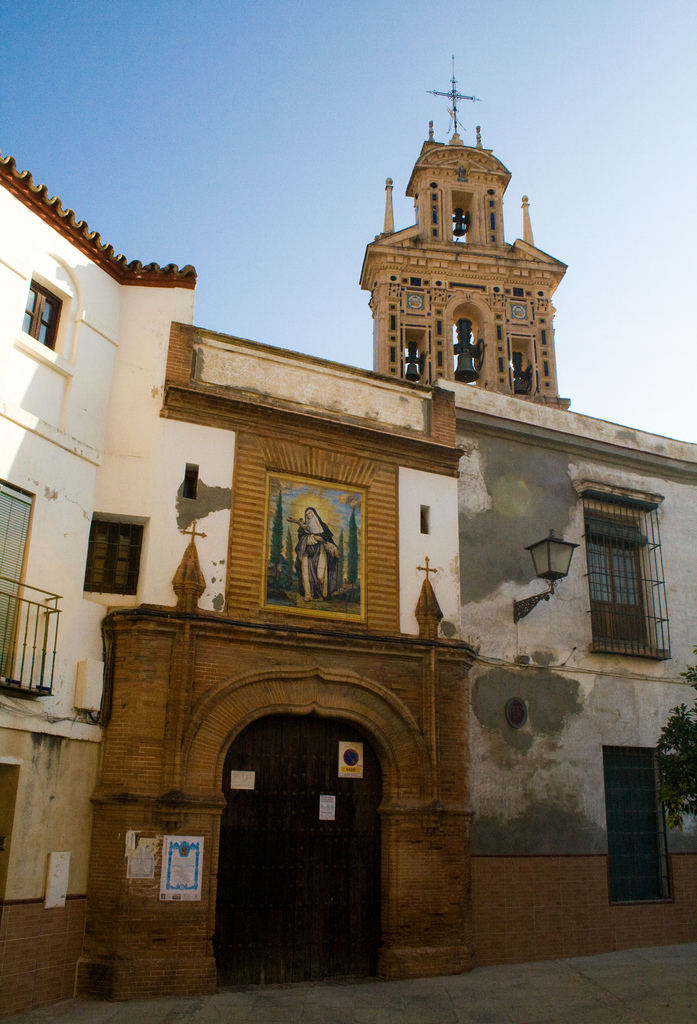
Entrée du monastère de Sainte-Paule en Séville, Espagne.

Au XIXe siècle, l'ordre de Saint-Jérôme possédait quarante-huit monastères et environ mille moines, mais après la révolution libérale et les décrets d'exclaustration, les religieux ont été forcés de quitter leurs monastères, et certains sont tombés en ruine, d'autres ont été transmis à d'autres ordres religieux de l'Église, et d'autres convertis à un usage laïc. En 1925, Manuel Sanz Domínguez restaure l'ordre, le Saint-Siège publie un rescrit de restauration qui commence au monastère de Sainte-Marie del Parral à Ségovie. Avec la proclamation de la République espagnole, en 1931, de nombreux obstacles perturbèrent le processus de restauration, encore compliqué par la guerre civile espagnole, entre 1936 et 1939. Ce n'est qu'en 1969 que le Gouvernement Général autorisa la restauration de l'ordre religieux.

## Les moniales
Outre les moines, il y a aussi des moniales Hiéronymes, la branche féminine de l'ordre religieux, les femmes vertueuses qui suivent les mêmes règles, comme Sainte Paule et sainte Eustochium, qui spirituellement suivirent saint Jérôme. La branche féminine de cet ordre religieux est apparue à Tolède, avec comme figure notable doña Maria Garcia et doña Mayor Gomes, guidée par le Frère Pedro Fernandez Pecha, en 1374, avec la fondation du monastère de Santa Maria de la Sisla. De ce monastère est créée la fondation du monastère de Saint-Paul, des «bienheureuses de Saint-Jérôme», qui s'étendit par la suite dans le reste de l'Espagne.
En France, l'ordre n'a possédé qu’un seul monastère, à Curbans.
À l'heure actuelle, en Espagne, il ne reste qu'un monastère masculin de l'ordre de Saint-Jérôme et dix-sept monastères accueillant des femmes.

## Au Portugal
Les Hiéronymites étaient également présents au Portugal. Comme en Castille, l'ordre a bénéficié de la faveur des souverains grâce à son austérité et son esprit de pénitence. Le roi Manuel Ier de Portugal leur a confié le monastère de Sainte-Marie de Bethléem à Lisbonne, l'un des chefs-d'œuvre de l'architecture manuéline. Il a été construit comme un panthéon royal.
En 1833, l'ordre de Saint-Jérôme a été dissous par l'autorité civile, qui a conduit à son extinction dans ce pays.

## Habit religieux

L'habit religieux des moines et des moniales de l'ordre de Saint-Jérôme est blanc et comprend le scapulaire brun.

Les religieux de l'ordre de Saint-Jérôme (les moines et les moniales) ont adopté comme habit religieux une tunique blanc serrée par une ceinture de cuir noir ou brun, ainsi qu'un scapulaire de couleur brune (semblable au scapulaire de Notre-Dame du Mont-Carmel) avec un petit capuchon de la même couleur.

## La spiritualité
L'ordre de Saint-Jérôme est un ordre religieux de charisme contemplative inspirée dans la vie de saint Jérôme comme un modèle à imiter Jésus-Christ dans leur voyage vers la perfection. Le jour des moines et des moniales hiéronymites est composé comme suit : le matin est consacré au travail, l'après-midi est consacré aux exercices de vie contemplative et intellectuelle (la prière, la lecture spirituelle, les études, etc.) et au cours de la journée, pour sanctifier chaque temps, les moines et les moniales chantent la liturgie des Heures et se rassemblent en communauté pour la messe conventuelle.
L'ordre de Saint-Jérôme a déterminé, depuis sa fondation, d'être petite, humble, caché et recueilli ; à prendre ses membres pour un sentier étroit, à la recherche dans les murs du monastère pour assurer la santé de toutes les âmes qui lui ont été confiées ; à consacrer en permanence ses louanges divines en réparation pour les péchés de tout le monde, et se sont engagés, pour ce faire, à prier, à chanter et à pleurer, en essayant de servir l'Église et apaiser la colère de Dieu.

## Présence de l'ordre de Saint-Jérôme

### Les communautés religieuses de l'ordre de Saint-Jérôme aujourd'hui

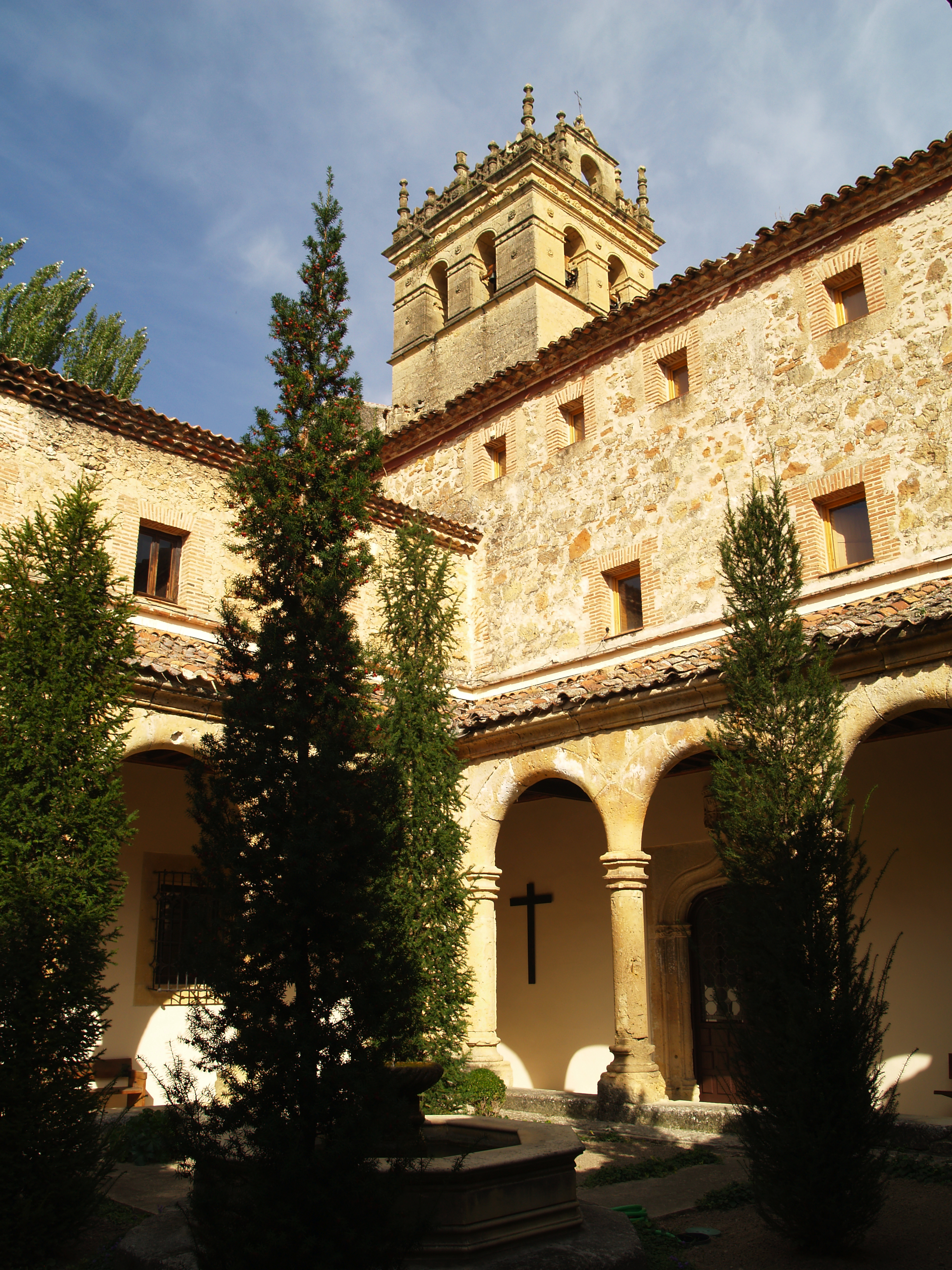
Cloître du monastère de Sainte-Marie del Parral (Ségovie, Espagne).

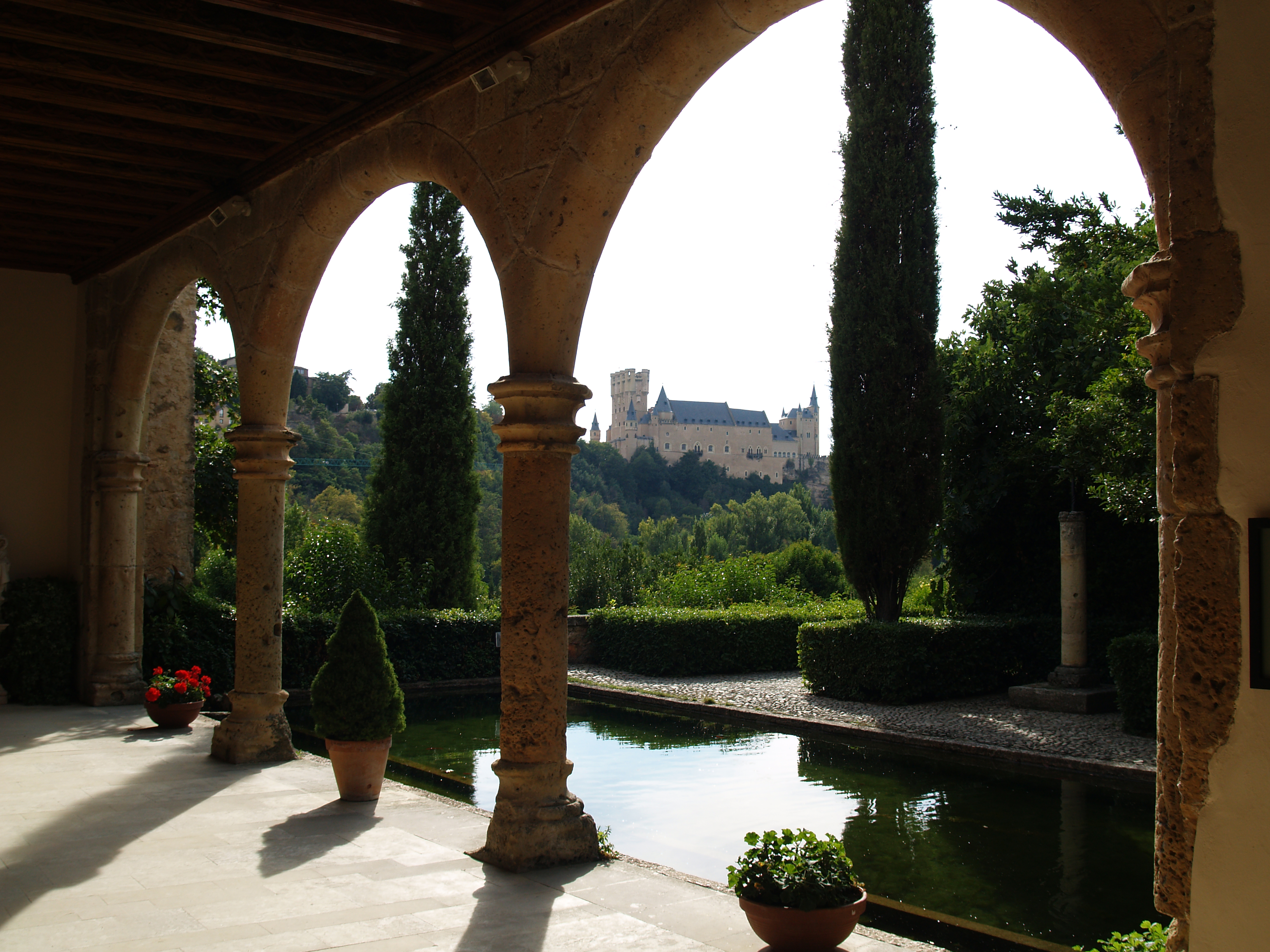
Jardin du monastère de Sainte-Marie del Parral (Ségovie, Espagne).

| - Monastère de Sainte-Marie del Parral (Ségovie, Espagne) – Fondé en 1447 |

| - Monastère de Saint Paul (Tolède, Espagne) – Fondé en 1464 - Monastère de Sainte Marthe (Cordoue, Espagne) – Fondé en 1464 - Monastère de Sainte Paule (Séville, Espagne) – Fondé en 1475 - Monastère de Saint Matthieu (Barcelone, Espagne) – Fondé en 1475 - Monastère de Sainte-Marie de la Conception (Trujillo, Espagne) – Fondé en 1478 - Monastère de Sainte Isabelle (Palma de Majorque, Espagne) – Fondé en 1485 - Monastère de la Conception Hiéronymite (Madrid, Espagne) – Fondé en 1504 - Monastère de Saint Barthélemy (Inca, Îles Baléares, Espagne) – Fondé en 1530 - Monastère de Sainte Paule (Grenade, Espagne) – Fondé en 1540 - Monastère de Sainte-Marie de l'Assomption (Morón de la Frontera, Séville, Espagne) – Fondé en 1568 - Monastère de Notre-Dame des Remèdes (Yunquera de Henares, Guadalajara, Espagne) – Fondé en 1572 - Monastère de Notre-Dame de la Santé (Garrovillas de Alconétar, Espagne) – Fondé en 1572 - Monastère de Corpus Christi (Madrid, Espagne) – Fondé en 1605 - Monastère de Notre-Dame des Anges (Constantina, Espagne) – Fondé en 1951 - Monastère de Notre-Dame de la Miséricorde (Almodóvar del Campo, Ciudad Real, Espagne) – Fondée en 1964 - Monastère de Sainte-Marie de Jésus (Cáceres, Espagne) – Fondé en 1975 - Monastère de Notre-Dame de Bethléem (Toral de los Guzmanes, Espagne) – Fondé en 1990 - Monastère de la Mater Eclessiae (Punalur, Kerala, Inde) – Fondé en 2000 |

## Saints de l'ordre de Saint-Jérôme

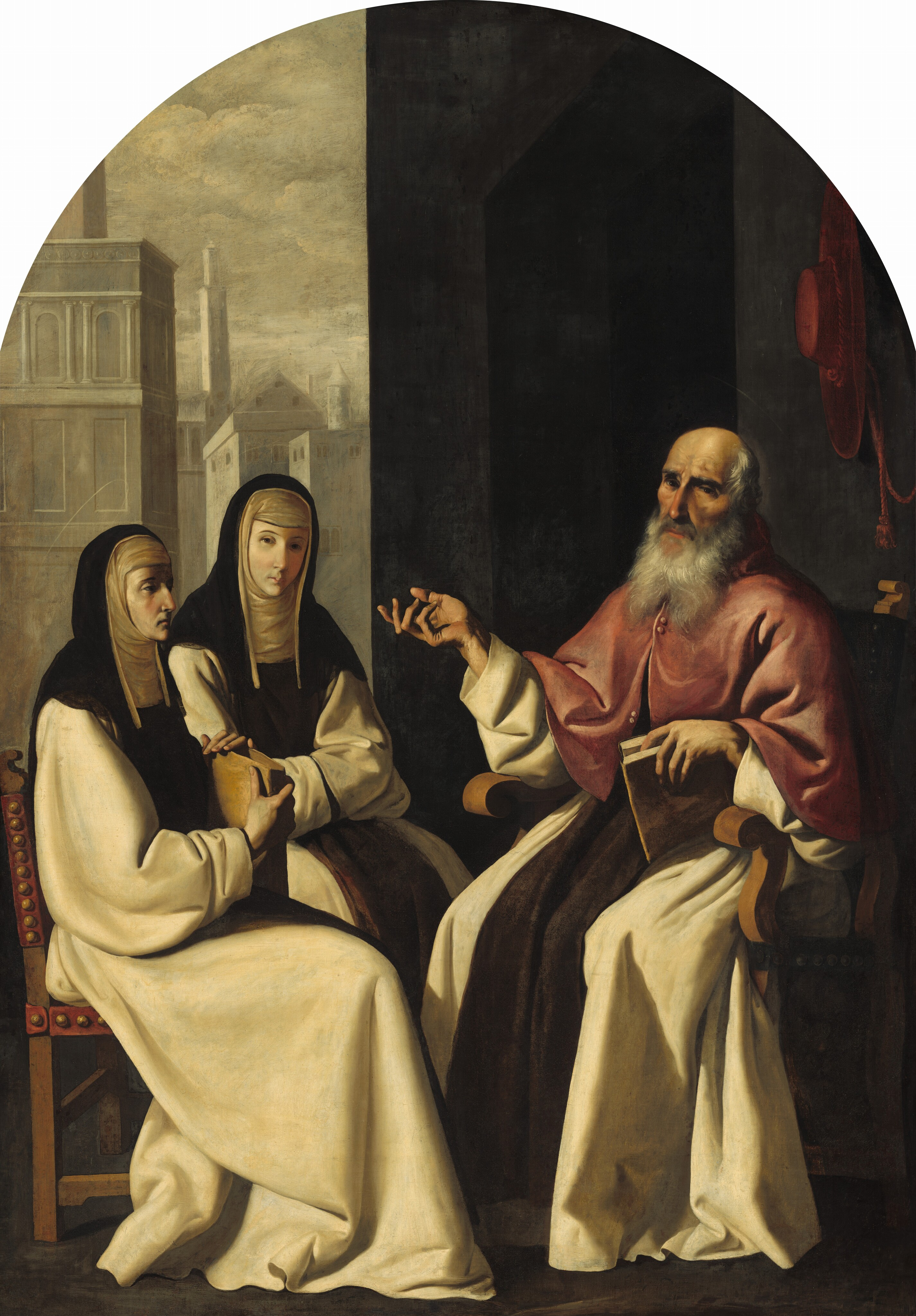
Sainte Paule, sa fille sainte Eustochium et saint Jérôme (peinture de Francisco de Zurbarán).

- Saint Jérôme – Docteur de l'Église.
- Sainte Paule
- Sainte Eustochium
- Sainte Blésille
- Bienheureux Laurent de Lisbonne
- Bienheureux Marco de Marconi
- Bienheureux Pierre Gambacorta